# Kettenpumpe
Eine Kettenpumpe, auch als Paternosterwerk, Rosenkranzmühle, Kettenkunst, Scheibenkunst bezeichnet, ist ein mechanisches Förderwerk (Schöpfwerk) für Flüssigkeiten, das aus einer endlosumlaufenden Kette – wie bei einem Paternosteraufzug – mit Scheiben, Schaufeln oder Püscheln besteht. Diese heben die Flüssigkeiten, wie Wasser, Sole, Jauche o. Ä. in einem Rohr nach oben oder sind mit Eimern, Kästen, Bechern oder sonstige Behältern ausgestattet, die unten die jeweilige Flüssigkeit fasst und oben ausgießt.
Bei Kettenpumpen mit Scheiben läuft die Kette über ein oberes Rad, das angetrieben wird, nach unten, wird dort durch ein anderes Rad umgelenkt und läuft in einem Rohr wieder nach oben. Die Scheiben nehmen in dem Rohr das Wasser mit und drücken es nach oben. Statt Scheiben können auch Kissen oder gepolsterte Kugeln (Püschel) verwendet werden.

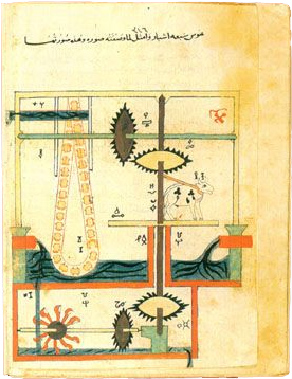
Al-Jazaris Kettenpumpe

Kettenpumpen sind schon aus dem chinesischen Kaiserreich bekannt (früheste chinesische Erwähnung in der Han-Dynastie beim Philosophen Wang Chong um das Jahr 80). Ma Jun (220–265) wird als Konstrukteur einer Kettenpumpe, wenn auch nicht als erster Erfinder, genannt.
Im arabischen Raum hat unter anderem Al-Jazari Kettenpumpen konstruiert.
In Persien ist die „Persische Pumpe“ bekannt, eine Art Schöpfrad, das mit einer Kette betrieben wird.
Kettenpumpen haben wegen der großen Reibung der beweglichen Teile und der Wasserverluste einen geringen Wirkungsgrad.